# トヨタ・キャバリエ
キャバリエ（英:Cavalier）は、トヨタ自動車で1996年から2000年にかけて販売された、Dセグメントに属していた4ドアセダン、および2ドアクーペである。

## 概要
当時日本とアメリカ合衆国の間で課題とされていた自動車の輸出過多による貿易摩擦の緩和を図るべく、1995年に発売された3代目シボレー・キャバリエをベースに、ステアリングやウインカーレバーの右側移設化といった仕様変更を施したバッジエンジニアリングモデルで、1996年1月に発売された。ゼネラルモーターズ（GM）から輸入する形でOEM供給を受けていた。
仕様変更にあたってはトヨタ自動車の技術協力がなされており、Dセグメントの輸入車としては異例の低価格戦略や当時同車のCMキャラクターを務めていた所ジョージプロデュースによる特別仕様車の設定などで一時話題となった。なお所は愛犬のインディと共演していた。
純正AM/FMカセットステレオはシボレー・キャバリエのものをそのまま採用したため、トヨタ車として見れば異例の時計表示機能付きステレオであり、オプションで蛍光管式デジタルクロックを選ぶことも出来ない。したがって、社外品のオーディオやナビを取り付ける場合、トヨタ車用のオーディオ変換コードは使えない。
年間販売目標台数の2万台に対し、1996年以降の累計販売台数は3万6228台にとどまるなど販売は思うように振るわず、2000年には当初予定していた5年間の販売計画を前倒しして、同年4月12日を以って日本への輸入そのものが終了した。販売期間中の新車登録台数の累計は3万7310台。
当時のトヨタ店セダンラインアップを考えると、Cセグメント/Dセグメントセダンはすでに飽和状態で、クーペともども元から居場所がなかったと言える。価格、ローカライズ、販売力、整備体制、広報とこれだけの環境を揃えても、「良くできた平凡」｢優れた中庸｣という控え目ながら優れた日本車に馴れた消費者には全く受け入れられなかったといえる。
なお、同車の日本国への輸入打ち切り後も、アメリカ合衆国では2005年まで販売が続けられていた。
KRAFTによって1998年のJGTC（全日本GT選手権）のGT300クラスにも参戦。エンジンは自然吸気の2リッター直4である3S-GE（最大295馬力）で、駆動形式はFFのまま耐久でどこまで戦えるか、という挑戦であった。結果、1998年第5戦富士の4位が最高位となった。

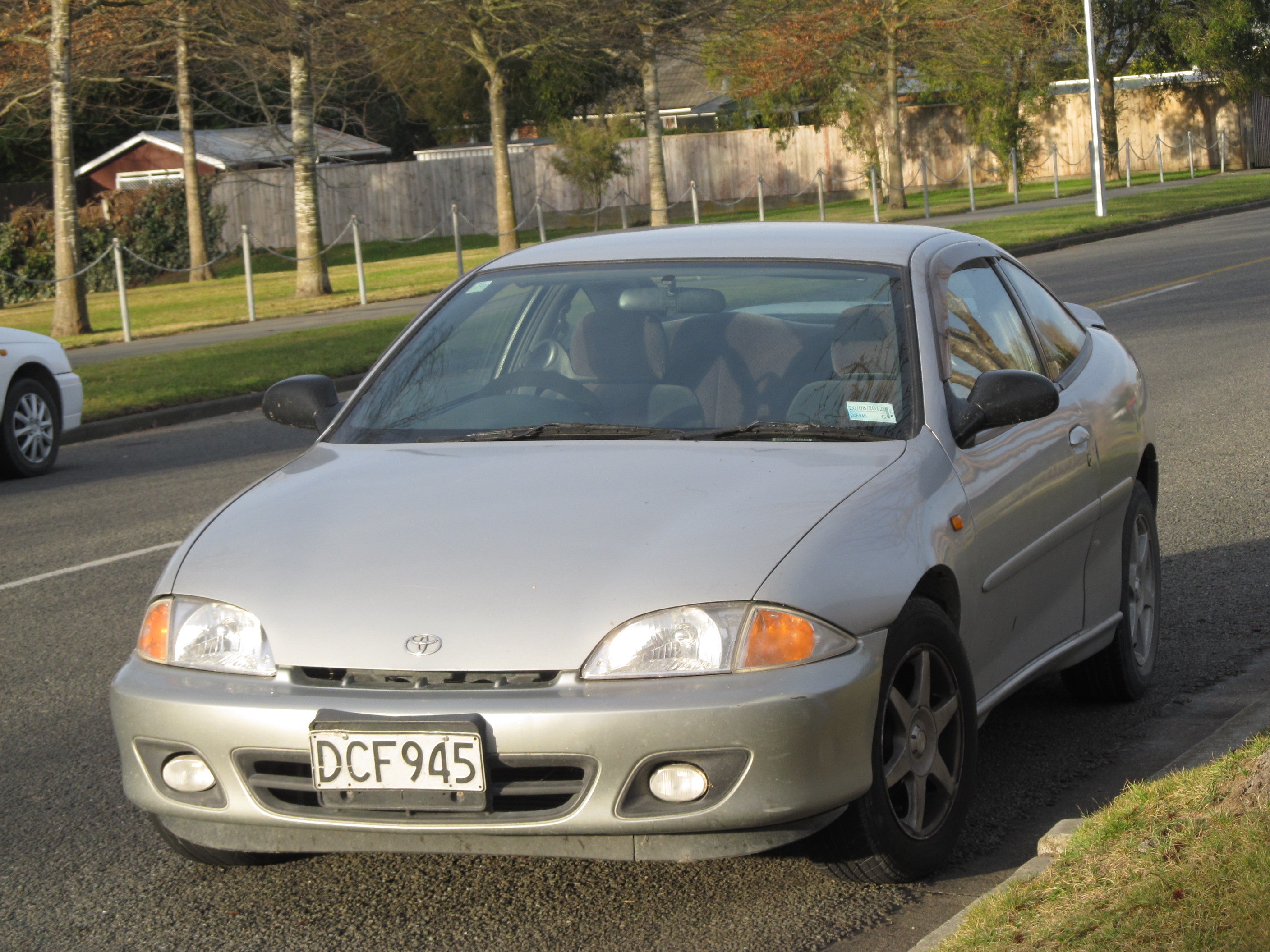
1999年改良型 クーペ フロント
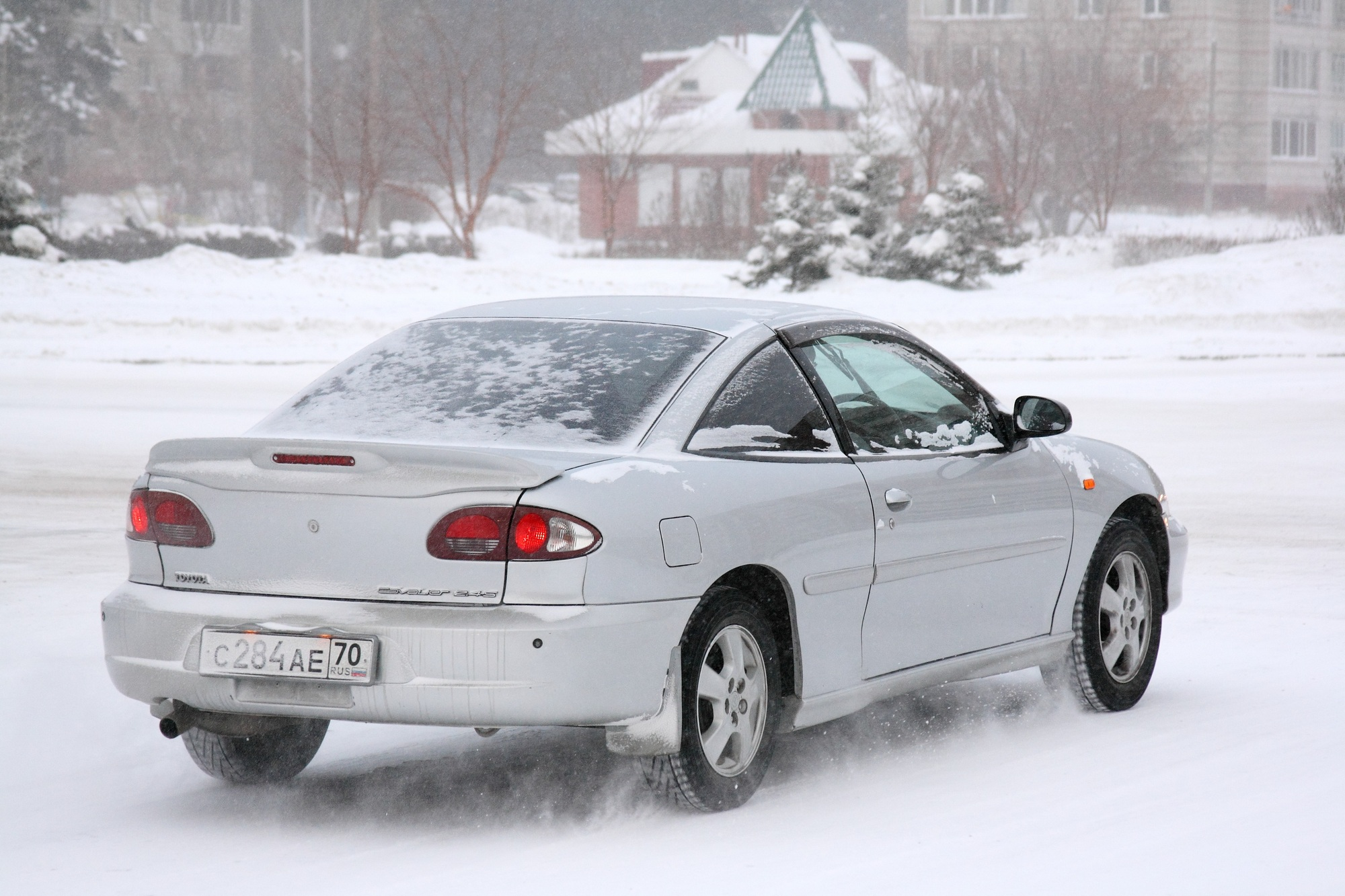
1999年改良型 クーペ リア

## 販売
取り扱いディーラーはトヨタ店、東京地区では東京トヨペット（当時）でも販売。大阪地区では大阪トヨペット（当時）にて販売された。

## 車名の由来
英語で「騎士」を意味するcavalierに由来する。